# Naghilar (Choucha)
Naghilar est un village de la région de Choucha en Azerbaïdjan.

## Histoire
En 1992-2020, Naghilar était sous le contrôle des forces armées arméniennes. En 2020, le village de Naghilar a été restitué sous le contrôle de l'Azerbaïdjan.